# Schema di montaggio
Lo schema di montaggio viene tracciato dal progettista su schema di impianto in scala. Lo schema di montaggio mostra le connessioni tra i diversi elementi dell'impianto, rispettando le loro posizioni reciproche e indicando la distribuzione del tipo. Da questo schema il preventivista riceverà l'elenco dei materiali necessari, dalla lettura dei segni grafici CEI (Comitato elettrotecnico italiano) e conseguentemente il costo totale dell'impianto, mentre l'installatore elettrico ne ottiene le indicazioni per l'esatto ubicazione del materiale elettrico da collocare in opera come: scatolette di derivazione, interconi, percasso e sezioni dei conduttori.